# 비자 (사람)
비자(非子, ? ~ 기원전 858년)는 진나라의 초대 군주이다. 성(姓)은 영(嬴)이며, 서주(西周) 때 사람으로 대낙(大駱)의 아들이다.
기원전 900년 비자(非子)가 주나라 효왕으로부터 진(秦)에 도읍을 정하게 하고 부용국(附庸國) 군주로 삼았다

## 조상
비자의 선조는 전욱(顓頊)의 손녀인 여수(女修)로, 여수의 손자이자 비자의 선조인 대비(大費)가 순(舜) 임금을 도와서 새와 짐승들을 훈련을 잘 시킨 공으로 순임금에게 영씨(嬴氏)의 성을 하사받았다.

대비의 후손인 비렴(蜚廉)에게는 악래(惡來)와 계성(季勝)이라는 아들이 있었다. 계성의 4세손인 조보(造父)는 주 목왕(周穆王)의 수레를 끌었는데, 수레를 하루에 천리 길을 쉬지도 않고 끌어서 목왕이 서언왕(徐偃王)의 반란을 평정하는 도움을 주었다. 그 공으로 조성(趙城, 현 산서성 홍동현 조성 부근)을 봉읍으로 받았다. 그 후로 조보와 그 일가는 조씨(趙氏)를 성씨로 사용하였다.

## 생애
비자(非子)는 서주 시대의 견구(犬丘)에서 살았는데, 말을 잘 길렀다. 그 이야기를 듣고 주 효왕(周孝王)이 비자를 불러서 보고는 견수(汧河)와 위수(渭河) 사이에서 말을 키우게 하였더니 빨리 많이 번식시켰다.
그러자 효왕은 매우 기뻐하며, 대낙(大駱)의 적자인 성(成)을 폐하고 비자로 하여금 후계자로 삼고자 하였다.
그러나, 성의 외조부인 신후(申侯)가 효왕에게 반대를 하였고, 이에 효왕은 순 임금 때 짐승을 잘 키워 봉토와 성을 하사받은 백예의 이야기를 하며, 비자에게 진읍(秦邑)을 하사하여 부속국으로 삼고, 그로 하여금 영(嬴)씨가의 제사를 다시 잇게 하고 호(號)를 진영(秦嬴)이라 하였다.
그리고 주효왕은 신후의 딸이 낳은 아들을 원래대로 대낙의 후계로 삼아서 서융(西戎)과 우호적 관계를 이어 나갔다.
기원전858년，비자가 죽었고, 그 아들인 진후(秦侯)가 계승하였다.
비자(非子)는 진(秦)을 부족의 이름으로 쓰고 영(嬴)이라는 이름을 같이 쓰니 이에 진나라 제후들이 진영(秦嬴)을 성으로 삼았다.
비자는 서주시대(西周時代)에 지금의 감숙성(甘肅省) 동쪽 지역을 다스리면서 진나라를 건국하였다.